# Yehude Simon
Yehude Simon Munaro (ur. 18 lipca 1947) – peruwiański polityk i lekarz weterynarii, gubernator regionu Lambayeque od 2002. Premier Peru od 14 października 2008 do 11 lipca 2009.

## Życiorys

### Młodość i edukacja
Yehude Simon urodził się w 1947 w Limie. Jest synem imigrantów palestyńskich i włoskich. Jako dziecko wraz z rodziną przeniósł się do Chiclayo, gdzie jego rodzice prowadzili sklep obuwniczy.
Uczęszczał do szkoły podstawowej i średniej w Kolegium Manuel Pardo. Następnie studiował na Wydziale Medycyny Weterynaryjnej Narodowego Uniwersytetu Pedro Ruiz Gallo w Lambayeque.

### Działalność polityczna
W 1983 wziął udział w wyborach burmistrza miasta Chiclayo jako kandydat Zjednoczonej Lewicy (Izquierda Unida), sojuszu lewicowych partii założonego w 1980. Nie uzyskał jednak elekcji, zajął drugie miejsce. W 1985 został wybrany deputowanym Zjednoczonej Lewicy w Kongresie Republiki (parlament) z regionu Lambayeque. W parlamencie (1985–1990) zasiadał w Komisji Praw Człowieka i Sprawiedliwości.
W 1991 założył Ruch Wolnej Ojczyzny (Movimiento Patria Libre), który później został oskarżony przez administrację prezydenta Alberto Fujimoriego o powiązania z grupą terrorystyczną Ruchu Rewolucyjnego im. Tupaca Amaru. 11 czerwca 1992 Yehude Simon został aresztowany i skazany na 20 lat pozbawienia wolności za wspieranie grup terrorystycznych. Jego uwolnienia domagała się m.in. Amnesty International oraz cała opozycja.
W więzieniu spędził 8 i pół roku, aż w listopadzie 2000 został ułaskawiony przez administrację prezydenta Valentína Paniagui. W 2002 prezydent Alejandro Toledo w imieniu narodu publicznie przeprosił Simona za niesłuszne skazanie.
W lipcu 2001 założył własne ugrupowanie centrolewicowe, Partię Humanistyczną Peru. W 2002 pod jej sztandarem wygrał wybory i zajął urząd gubernatora regionu Lambayeque. W wyborach w 2006 uzyskał reelekcję na tym stanowisku.

#### Premier
Na początku października 2008 w Peru wybuchł kryzys polityczny po tym, jak w mediach opublikowano nagranie ujawniające korupcję rządu przy zawieraniu kontraktu z norweską firmą naftową. W rezultacie cały gabinet premiera Jorge del Castillo podał się do dymisji. 11 października 2008 prezydent Alan Garcia desygnował na stanowisko nowego szefa rządu Yehude Simona. 14 października 2008 Simon ustalił skład swojego gabinetu i został zaprzysiężony na stanowisku.
16 czerwca 2009 premier Simon ogłosił, że „w nadchodzących tygodniach”, po ustabilizowaniu sytuacji w kraju, poda się do dymisji. Dymisja premiera była konsekwencją kryzysu politycznego i sporu pomiędzy rządem a ludnością indiańską o zasady eksploatacji zasobów naturalnych w Amazonii, w wyniku którego zginęły co najmniej 34 osoby. 11 lipca 2009 prezydent Alan García mianował nowym szefem rządu Javiera Velásqueza.